# Le Consentement
Le Consentement je francouzsko-belgický hraný film z roku 2023, který režírovala Vanessa Filho jako filmovou adaptaci stejnojmenné knihy Vanessy Springory. Snímek měl světovou premiéru dne 11. října 2023.

## Děj
Film vypráví příběh o vztahu mezi Vanessou Springora a pedofilním spisovatelem Gabrielem Matzneffem v polovině 80. let. Ve svých 14 letech se Vanessa stala milenkou manipulativního padesátníka. Film také zachycuje pasivní spoluúčast a jistou ochranu, ze které těžil Gabriel Matzneff v rámci pařížského intelektuálního prostředí, přičemž se ve svých dílech a médiích otevřeně prezentoval jako pedofil.

## Obsazení
| Kim Higelin         | Vanessa Springora, nezletilá      |
| Jean-Paul Rouve     | Gabriel Matzneff                  |
| Laetitia Casta      | matka Vanessy                     |
| Élodie Bouchezová   | Vanessa Springora v roce 2013     |
| Lolita Chammah      | nejlepší přítelkyně matky Vanessy |
| Agathe Dronne       | Christiane                        |
| Irène Ismaïloff     | správcová                         |
| Anne Loiret         | učitelka latiny                   |
| Lilas-Rose Gilberti | Camille                           |
| Noam Morgensztern   | Jean-Didier Wolfromm              |
| Félicien Juttner    | milenec matky Vanessy             |
| Alain Fromager      | Alain                             |
| Sébastien Pouderoux | otec Vanessy                      |
| Manuel Durand       | gynekolog                         |
| Miglen Mirtchev     | Emil Cioran                       |
| Anne Benoît         | učitelka francouzštiny            |
| Félix Kysyl         | policejní vyšetřovatel            |
| Josiane Pinson      | Marie                             |
| Marie Rémond        | Anne                              |
| Nicolas Bridet      | Alexandre                         |

## Ocenění
- César: nominace v kategoriích nejslibnější herečka (Kim Higelin), nejlepší adaptace (Vanessa Filho, Vanessa Springora a François Pirot)